# المعزبة (الرضمة)

تعديل مصدري - تعديل

المعزبة هي إحدى قرى عزلة البكرة بمديرية الرضمة التابعة لمحافظة إب، بلغ تعداد سكانها 578 نسمة حسب تعداد اليمن لعام 2004.